# 1911

## أحداث
- تأسيس مدينة تيراس، كولومبيا البريطانية وتقع حاليا في كندا.
- تأسيس مدينة آنيكوسكي وتقع حاليا في فنلندا.
- بداية الحرب العثمانية الإيطالية في 29 سبتمبر 1911 والتي انتهت في 18 أكتوبر 1912.
- نهاية النزاعات اليمنية العثمانية في 9 أكتوبر 1911 والتي بدأت في 1538.
- تخرج الدفعة الأولى من مدرسة الفنون الجميلة بالقاهرة وضمت هذه الدفعة أعلام في المجال الفني امثال محمود مختار وراغب عياد ويوسف كامل وأحمد صبري

### يناير
- 5 يناير - تأسيس نادي الزمالك المصري تحت اسم نادى قصر النيل والذي أنشأه البلجيكى جورج مرزباخ.

### نوفمبر
- 7 نوفمبر - اندلاع احتجاجات عنيفة شهدتها تونس العاصمة ضد سلطات الحماية الفرنسية، وهو ما يُعرف تاريخياً بـأحداث الجلاز.[1][2][3]

### ديسمبر
- 22 ديسمبر - افتتاح أول مدرسة في الكويت وهي المدرسة المباركية.

الاستعمار الإيطالي علي ليبيا

## مواليد
- أحمد حسين
- أحمد رضا حوحو
- أحمد قنديل
- اشوك كومار
- أكرم الحوراني
- ألفونسو جارسيا روبلز
- ألكساندر ترينانيتش
- أندريه جيرارد
- أوديسو إليتيس
- إسكندر غانم
- إسماعيل أدهم
- إميل سيوران
- الأم تريزا
- الهادي نويرة
- بابا فانجا
- بولي كارب كوش
- بيرو هاري فواز الحاتم
- ترجيف هافليمو
- تشيسلاف ميلوش
- جاك روبي
- جمال الدين الشيال
- جورج بومبيدو
- جورج ستيجلر
- جوزف منجيل
- جوزيف باربيرا
- جون تشارنلي
- حسن الصوفي
- حسين مؤنس
- خالد صالح الغنيم
- دون ويلش
- رخا
- رمسيس ويصا واصف
- رونالد ريغان
- زينكو سوزوكي
- سلام الراسي
- سهير القلماوي
- سيدي محمد بالكبير
- صالح عزيز
- صلاح طاهر
- عبد الجبار عبد الله
- عبد الحكيم كفتارو
- عبد العزيز بن صالح الصالح
- عز الدين الملكاوي
- عزت قندور
- عمار فرحات
- غافريل كاتشالين
- غيرهارد مينين ويليامز
- فؤاد سفر
- فاطمة السنوسي
- فتحي رضوان
- فيودور لينن
- قسطنطين تشيرنينكو
- لويس ألفاريز
- لي دوك ثو
- ليوبيسا بروشتش
- ماكس فريش
- ماهاليا جاكسون
- محمد بشير الباني
- محمد متولي الشعراوي
- محمود البحرة
- محمود يونس
- ملفين كالفن
- موريس آلياس
- ميخائيل بوتفنيك
- مير بصري
- نينو روتا
- هنري ترويا
- وليام فاولر
- ويليام ستاين
- ويليام غولدنغ
- ويليام لافا
- نجيب محفوظ - الأديب المصري الحائز على جائزة نوبل في الأدب
- توفيق يوسف عواد - أديب لبناني.
- ولادة الفيزيائي الأمريكي لويس الفاريز في مدينة سان فرانسيسكو بولاية كاليفورنيا.
- خالد بن عبد العزيز ولي العهد السعودي وخامس أبناء الملك عبد العزيز.

## وفيات
- أحمد شاكر الألوسي
- أحمد عرابي
- ألفريد بينيه
- إبراهيم بن عبد اللطيف بن عبد الرحمن آل الشيخ
- إتيان فالو
- ثيدور إيشيرش
- جوزيف بوليتزر
- ياكوبس فانت هوف
- غلام رسول الهندي - فقيه وعالم عراقي.
- فلورنتينو أمفينو، عالم أرجنتيني.
- فيكتور أوليغ، جيولوجي وإحاثي نمساوي.
- إيميليو سالغاري
- محمد إمام العبد
- قرينيس بن كعمي
- جون مارستون

## نال جائزة نوبل
- في الفيزياء – الألماني فلهلم فيين.
- في الكيمياء – الفرنسية ماري كوري.
- في الطب – السويدي ألفار غولستراند.
- في الأدب – البلجيكي موريس ماترلينك.
- في السلام – مناصفة بين الهولندي توبياس ميخائيل كايل آسر والنمسا-مجري ألفريد هيرمان.